# La stanza n. 18
La stanza n. 18 (The Patient in Room 18) è un romanzo giallo della scrittrice Mignon Good Eberhart. Pubblicato nel 1929, rappresenta l'esordio letterario dell'autrice ed è il primo della serie dedicata all'infermiera Sarah Keate.

## Storia editoriale
In Italia il libro ha conosciuto varie edizioni e tre diverse traduzioni. Pubblicato con altri quattro romanzi di altri autori nel Supergiallo Mondadori (1935 trad. di Giuseppina Taddei), nel 1936 ha avuto un'edizione autonoma ne I Gialli economici Mondadori n. 77. Nel 1975, ne I Classici del Giallo Mondadori n. 222, la traduzione è stata a cura di Maria Luisa Bocchino. Nel 2013, presso l'editore Polillo (collana I Bassotti n. 126) il romanzo è stato tradotto da Giovanni Viganò.

## Personaggi
- Louis Letheny, primario dell'ospedale Saint Anne
- Carol Letheny, cugina di Louis.
- Franz Balman e Fred Hajek, medici del Saint Anne.
- Sarah Keate, la narratrice, infermiera responsabile dell'ala sud dell'ospedale.
- Maria Day, infermiera.
- Olga Flynn, infermiera.
- La signorina Dotty, direttrice del personale.
- Higgins, portiere dell'ospedale.
- Jim Gainsay, ingegnere, ospite dei Letheny.
- Martha, cameriera dei Letheny.
- Il Ragazzo, paziente della stanza n. 6.
- Signor Gastin, il nuovo paziente della stanza n. 18.
- Lance O'Leary, investigatore.
- O'Brien, agente di polizia.

## Trama
La sera del 7 giugno è soffocante e tutti si augurano un temporale. Il dottor Letheny ha invitato a cena i colleghi Balman e Hajek e le infermiere Sarah Keate e Maria Day, per festeggiare l'arrivo in casa sua del famoso ingegnere Jim Gainsay. Responsabile della serata è la padrona di casa Carol Letheny, cugina del dottore. Durante la cena si parla dell'ospedale Saint Anne, presso il quale lavorano quasi tutti i presenti e i tre medici lamentano la spesa eccessiva per l'acquisto di costose apparecchiature (e per il confort dei pazienti), a scapito della ricerca scientifica. Si lamenta l'acquisto di un grammo di radio per le terapie, quando, dati i costi, ci si poteva accontentare di una quantità molto più piccola. Quasi tutti i commensali ammettono di desiderare una cifra molto alta per i loro ideali.
Verso mezzanotte Sarah e Maria ritornano all'ospedale per il loro turno di notte. L'atteso temporale scoppia poco dopo e fa saltare l'elettricità: in quel momento Sarah stava per controllare il paziente della camera 18, un malato al quale era stato applicato il radio contenuto in una piccola scatola protettiva. Raggiunta da Maria (che ha trovato una candela), alla fievole luce Sarah si accorge che il paziente è morto e il radio è sparito. Comincia a questo punto la ricerca dei vari medici, ma il dottor Letheny non si trova prima del giorno successivo. L'uomo è morto e l'assassino lo ha nascosto in un armadio della stanza.
O'Brien, capo della polizia locale, è affiancato da un investigatore: Lance O'Leary. Questi entra in confidenza con Sarah e la donna si presta a varie ricerche, comprendendo come tutti i partecipanti alla cena (e solo loro) fossero nelle condizioni di compiere i due delitti. Si scatena inoltre la caccia al radio. Per vari giorni le indagini non sortiscono un risultato, tranne il fatto che la notte del 7 giugno tutti sono entrati o usciti dal Saint Anne per i motivi più strani e in modo estremamente facile. Finché il custode Higgins vuole parlare con Sarah, sostenendo di aver visto l'assassino ma, a causa di circostanze dovute ai turni di lavoro, la relazione dell'uomo è interrotta. La notte stessa, con un colpo di pistola, Higgins viene assassinato nella stanza n. 18, portando a tre i delitti ed anche all'idea che i colpevoli siano più di uno.
Dovendo porre fine alla situazione, O'Leary orchestra un tranello e riesce a radunare nella stanza Balman, Hajek, Carol e Gainsay. Anche Sarah va al 18, preavvisata da O'Leary, pur ignorando le intenzioni dell'investigatore. Nel buio ci sono vari scontri ma gli agenti di polizia che affiancano O'Leary riescono a bloccare ogni movimento. O'Leary manda a chiamare Maria e inizia a spiegare gli eventi. Il primo delitto (sul paziente) è opera di Letheny che si impossessa del radio. Per la stessa ragione, Balman ha colpito il primario, uccidendolo, e ha nascosto il radio nella stanza. Anche Hajek, in combutta con Carol, è riuscito ad impadronirsi della scatoletta aggredendo O'Leary, al quale Sarah, che lo aveva trovato nella stanza di Maria, l'aveva consegnato. Poi, nel tentativo di nascondere l'oggetto, Hajek lo aveva messo in un vaso di lobelia nella stanza 18, dove più tardi qualcuno, scoperto da Higgins, aveva esploso il colpo di pistola.
L'enigma si scioglie con l'arresto di Balman, nonché di Carol e Hajek. Nessun omicidio è avvenuto intenzionalmente, ma, per avidità o per amore della ricerca, tre uomini si sono rovinati per sempre. Gainsay e Maria non hanno invece compiuto azioni criminose, ma Jim, soprattutto, ha molto ostacolato le indagini, convinto di riuscire a sbrogliare lui la vicenda. I due si sposeranno e gireranno il mondo per gli impegni di Gainsay. Sarah può ritrovare la pace all'ospedale Saint Anne.

## Opere derivate
Nel 1938 il romanzo ha avuto una trasposizione nell'omonimo film, con Ann Sheridan (Sarah) e Patric Knowles (O'Leary); regia di Bobby Connolly e Crane Wilbur. L'autrice ha partecipato alla sceneggiatura

## Edizioni in italiano
- Il supergiallo: Mignon G. Eberhart: La stanza n. 18, traduzione di Giuseppina Taddei; Edgar Wallace: Il levantino, traduzione di Alberto Tedeschi; Mary Roberts Rinehart: La finestra sulla notte, traduzione di Alfredo Pitta; Rufus King: Crociera tragica, traduzione di Matilde Fanno; Richard Austin Freeman: Il nuovo Sherlock Holmes, traduzione di Mario Bacchelli, A. Mondadori, Milano-Verona 1935
- M. G. Eberhart, La stanza n. 18: romanzo, traduzione di Giuseppina Taddei, collana I gialli economici Mondadori n. 77, Milano-Verona 1936
- Mignon Good Eberhart, La stanza n. 18, traduzione di Maria Luisa Bocchino, I Classici del Giallo Mondadori n. 222, Milano 1975
- Mignon Good Eberhart, La stanza n. 18, traduzione di Maria Luisa Bocchino, Mondadori-De Agostini, Novara-Milano 1990
- Mignon Good Eberhart, La stanza n. 18, traduzione di Giovanni Viganò, collana I Bassotti n. 126 Polillo, Milano 2013